# Operatore (biologia)
L'operatore, in genetica molecolare, è una sequenza di DNA tipicamente utilizzata nelle cellule procarioti - e più raramente in quelle eucarioti - per la regolazione dell'attività dei geni dell'operone.
L'operatore è un sito cis agente situato tra il promotore e i geni strutturali dell'operone e funge da bersaglio per uno specifico repressore, regolando l'espressione dei geni strutturali.
Nel caso di un operone lac se il repressore è legato all'operatore la RNA polimerasi non può iniziare la trascrizione e l'espressione del gene è disattivata.